# Gonzalo Carrasco Espinosa

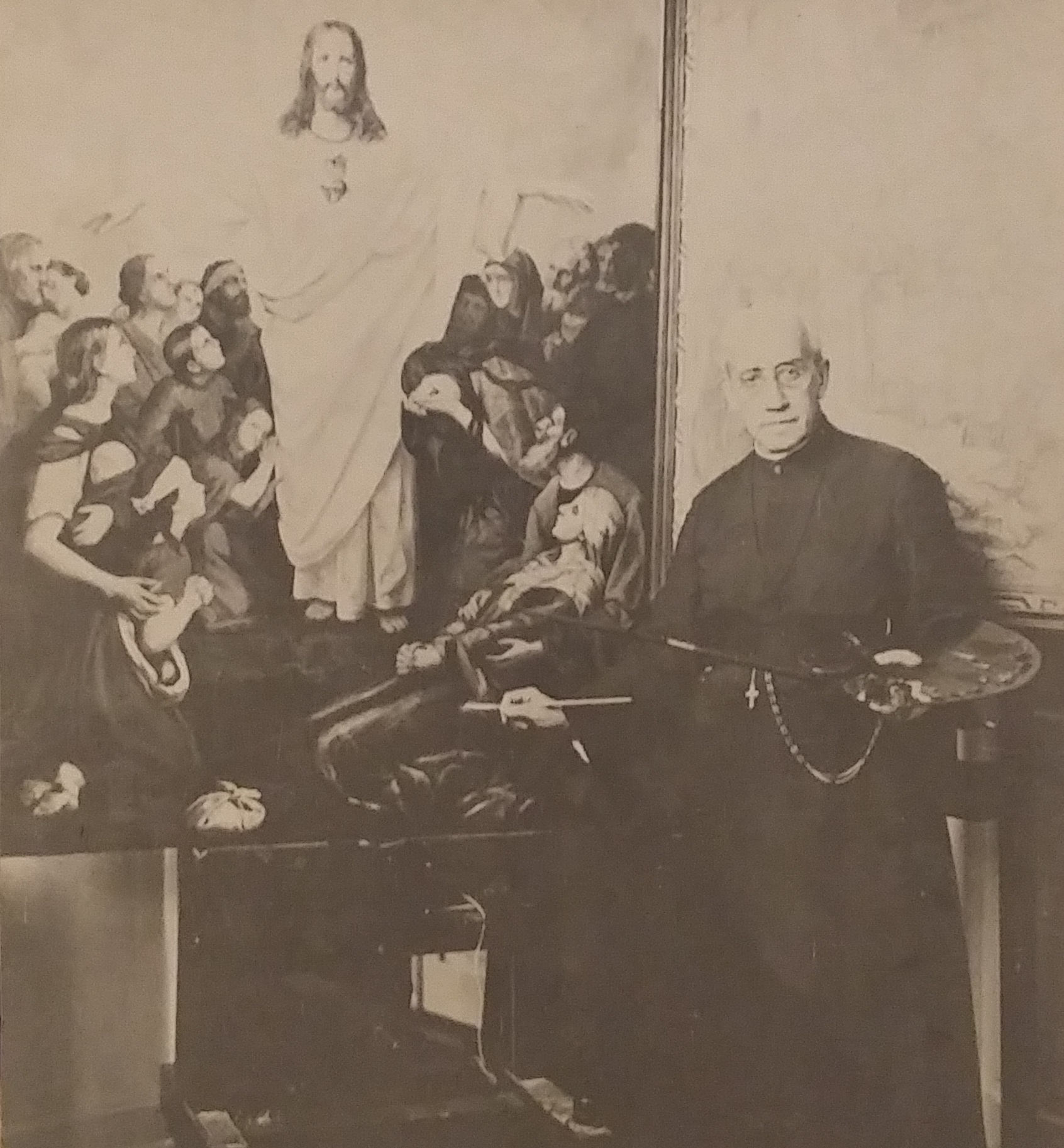
Gonzalo Carrasco Espinosa (um 1930)

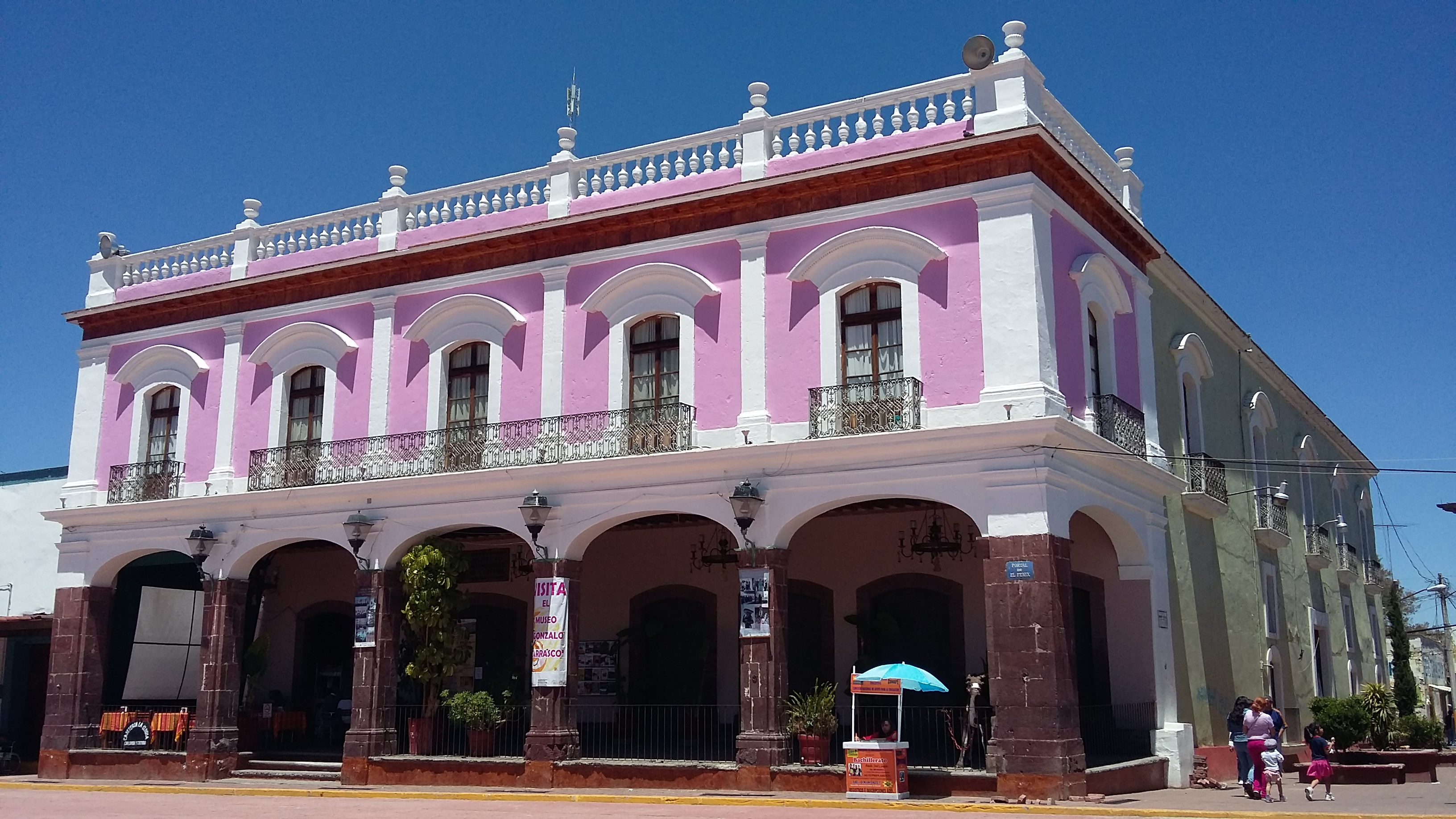
Museo Gonzalo Carrasco in Otumba, Mexiko

Gonzalo Carrasco Espinosa (* 18. Januar 1859 in Otumba; † 19. Januar 1936 in Puebla) war ein mexikanischer Geistlicher der Societas Jesu und religiöser Maler.

## Biografie
Carrasco wurde geboren als Sohn von Vicente Carrasco und  Ana Maria Espinosa im Bundesstaat México. Er besuchte zunächst das Jesuitenkolleg (colegio) in seiner Heimatstadt und absolvierte seine künstlerische Ausbildung von 1876 bis 1883 an der Escuela Nacional de Bellas Artes (ENBA), unter anderem bei Santiago Rebull. Im Museo del Prado in Madrid studierte er die Gemälde alter Meister. 1884 begann er die Ausbildung zum Priester am Jesuiten-Seminar San Simon und hatte vor Ausbruch der Revolution verschiedene akademische und religiöse Ämter inne. Im Jahr 1895 malte er in Mexiko-Stadt in einer Kirche sein erstes religiöses Fresko. Als er Rektor des Jesuitenkollegs von Puebla war, wurde er gemeinsam mit Priesterkollegen am 8. August 1914 von Carranzas Leuten verhaftet. Aufgrund seines künstlerischen Talents wurde ihm während der Inhaftierung die Position als Direktor der ENBA versprochen, sofern er der Religion abschwören würde. Obwohl ihm alternativ die Exekution angedroht wurde, schlug Carrasco dieses Angebot aus. Carranza beeindruckte diese Haltung offensichtlich so sehr, dass er Carrasco traf und sich von ihm porträtieren ließ. Das Ergebnis gefiel ihm und er verbannte Carrasco anstelle einer Hinrichtung ins Exil. Nach den Unruhen in Mexiko kehrte er zurück und übernahm seine Ämter wieder. Er malte unter anderem drei weitere Kirchenfresken in Saltillo (1918-1920; in San Juan Nepomuceno), in Mexiko-Stadt (bis 1924; in der Sagrada Familia-Kirche) und Puebla (bis 1931; in La Compañía). Er war zuletzt Rektor des Colegio Católico del Sagrado Corazón de Jesús.